# Leszek Kołacz
Leszek Kołacz (ur. 6 lipca 1926 w Warszawie, zm. 7 kwietnia 2021) – polski architekt, powstaniec warszawski.

## Życiorys
Był synem Jana i Anny z domu Bielickiej. W dzieciństwie mieszkał w kamienicy przy ul. Zielnej 3, w której też jego ojciec prowadził restaurację. Uczęszczał do Męskiego Gimnazjum i Liceum im. Stanisława Kostki.
W czasie II wojny światowej należał do Szarych Szeregów, podlegał pod IV Obwód „Grzymała”, a w działalności konspiracyjnej posługiwał się pseudonimem „Wichura”. W czasie powstania warszawskiego brał udział w walkach na Ochocie. 6 sierpnia 1944 został zatrzymany razem z ludnością cywilną przez oddział RONA. Trafił do obozu przejściowego na Zieleniaku, skąd następnego dnia udało mu się uciec. Następnie walczył w Powstańczych Oddziałach Specjalnych Jerzyki w Puszczy Kampinoskiej. Został wysłany do Włoch, gdzie 25 sierpnia 1944 został schwytany przez Niemców. Z obozu w Pruszkowie został wysłany do Niemiec, jednak udało mu się uciec z transportu.
W 1945 roku ukończył Państwowe Gimnazjum i Liceum im. Stefana Batorego w Warszawie. Studiował na Wydziale Architektury Politechniki Warszawskiej, dyplom otrzymał w 1952 roku. Od 1946 do 1952 pracował w pracowni architektonicznej Bohdana Pniewskiego. Był członkiem Oddziału Warszawskiego Stowarzyszenia Architektów Polskich (od 1952 roku) i pełnił w nim różne funkcje: członka Zgromadzenia Ogólnego (ZO) SARP (1956–1958), członka Zarządu Głównego SARP (1961–1963) i wiceprezesa ZO SARP (1973–1980). W latach 1962–1982 pracował w Biurze Projektów Budownictwa Ogólnego Budopol, gdzie awansował na stanowisko generalnego projektanta. W 1979 roku uzyskał status architekta twórcy.
Był autorem i współautorem wielu projektów architektonicznych warszawskich osiedli mieszkaniowych m.in. Szosy Krakowskiej. Projektował kościoły (m.in. kościół Opatrzności Bożej w Warszawie, kościół Niepokalanego Serca Najświętszej Maryi Panny w Łochowie), a także budynki usługowe i placówki dyplomatyczne. Nagradzany uczestnik wielu konkursów architektonicznych, m.in. na projekt gmachu Teatru Wielkiego w Warszawie (1951 rok, I nagroda), projekt tzw. Ściany Wschodniej (1958, wyróżnienie I stopnia) i projekt gmachu Sądu Najwyższego w Warszawie (1970, wyróżnienie III stopnia). Zaprojektował pawilon wystawowy Kosmos 77 ustawiony w 1977 na pl. Defilad w Warszawie, który prezentował radzieckie osiągnięcia w dziedzinie „podboju kosmosu”. Zaprojektował także polskie stanowiska na zagranicznych wystawach w Lublanie, Moskwie, Paryżu, Sofii i Taszkiencie. Jego prace w większości tworzone były w nurcie modernizmu.
Działał w harcerstwie – w 1945 roku został pierwszym powojennym drużynowym 23 Warszawskiej Drużyny Harcerskiej „Pomarańczarnia” im. Bolesława Chrobrego, następnie pełnił funkcję komendanta Hufca Związku Harcerstwa Polskiego Warszawa-Śródmieście. Był prezesem Spółdzielni Mieszkaniowej Dworkowa. W latach 1982–1988 przebywał w Syrii projektując dla General Company for Engineering and Consulting (m.in. willę dla wojskowego i brata prezydenta – Rifata al-Asada). W 1991 założył własną pracownię – Autorskie Zespoły Architektoniczne Sp. z o.o., która działała do 2016 roku. Od 2002 był członkiem Izby Architektów Rzeczypospolitej Polskiej (IARP).
Odznaczony Złotym i Srebrnym Krzyżem Zasługi, Krzyżem Kawalerskim Orderu Odrodzenia Polski (1979), medalem Pro Patria, Złotą oraz Srebrną Odznaką „Zasłużony dla Budownictwa”, Srebrną Odznaką SARP (1960), Złotą Odznaką SARP (1978), Złotą i Srebrną Odznaką IARP, a także Złotą Odznaką Odbudowy Warszawy.
Został pochowany na cmentarzu Bródnowskim w Warszawie (sektor 60B-2-9).

## Życie prywatne
Miał syna Mikołaja.

## Ważniejsze prace
- Budynki od A do D w kompleksie Sejmu w Warszawie (wzniesione w latach 1949–1952, jako współpracownik Bohdana Pniewskiego)[11]
- Budynek Archiwów Państwowych przy ul. Hankiewicza 1 w Warszawie (1954–1956, jako współpracownik Bohdana Pniewskiego)[11]
- Osiedle Szosa Krakowska w Warszawie (1957–1967, z Witoldem Parczewskim i Bohdanem Pniewskim)[5]
- Szkoła przy ul. Trzech Budrysów w Warszawie (1957–1960)[2]
- Budynek Sądu Okręgowego, przy ul. Przy Rondzie 7 w Krakowie (1961–1970, z Tadeuszem Krupińskim, Czesławem Nowowiejskim i Stanisławem Tomczakiem)[4]
- Osiedle Ksawerów w Warszawie (1962–1968)[7]
- Osiedle Dolna-Piaseczyńska w Warszawie (1964–1966)[6]
- Zespół domów przy ul. Dworkowej w Warszawie (1969–1972)[5], w tym wysokościowiec (tzw. Dolarowiec) przy ul. Dworkowej 2, nad stawem Morskie Oko[2]
- Rezydencja ambasady Wietnamu przy ul. Kawalerii w Warszawie (1973–1979)[5][2]
- Kościół Niepokalanego Serca Najświętszej Maryi Panny w Łochowie (1974–1977)[12][2]
- Budynek dla dyplomatów przy ul. Brukselskiej w Warszawie (1975, z Tadeuszem Krupińskim, Czesławem Nowowiejskim i Bratysławem Wolczyńskim)[4]
- Kościół Opatrzności Bożej w Warszawie (1974–1981, z Tadeuszem Krupińskim i Czesławem Nowowiejskim)[13]
- Tymczasowy pawilon wystawowy Kosmos 77 na pl. Defilad w Warszawie (1977)[2]
- Budynek ambasady Koreańskiej Republiki Ludowo-Demokratycznej przy ulicy Bobrowieckiej w Warszawie (1984)[2]
- Budynek mieszkalny Nowe Bródno przy ul. Ogińskiego 5 w Warszawie (2014–2015)[14][2]